# Campeonato Uruguaio de Futebol de 1962
O Campeonato Uruguaio de Futebol de 1962 foi a 31ª edição da era profissional do Campeonato Uruguaio. O torneio consistiu em uma competição com dois turnos, no sistema de todos contra todos. O campeão foi o Peñarol.

## Classificação[2]
| Pos | Equipe         | Pts | J  | V  | E | D  | GP | GC | SG  |
| --- | -------------- | --- | -- | -- | - | -- | -- | -- | --- |
| 1°  | Peñarol        | 33  | 18 | 16 | 1 | 1  | 54 | 9  | 45  |
| 2°  | Nacional       | 27  | 18 | 12 | 3 | 3  | 43 | 24 | 19  |
| 3°  | Fénix          | 18  | 18 | 8  | 2 | 8  | 25 | 36 | -11 |
| 4°  | Defensor       | 17  | 18 | 5  | 7 | 6  | 28 | 23 | 5   |
| 5°  | Racing         | 17  | 18 | 4  | 9 | 5  | 30 | 33 | -3  |
| 6°  | Cerro          | 17  | 18 | 6  | 5 | 7  | 25 | 29 | -4  |
| 7°  | Rampla Juniors | 15  | 18 | 6  | 3 | 9  | 24 | 33 | -9  |
| 8°  | Liverpool      | 15  | 18 | 5  | 5 | 8  | 24 | 37 | -13 |
| 9°  | Central        | 11  | 18 | 4  | 3 | 11 | 19 | 31 | -12 |
| 10° | Danubio        | 10  | 18 | 4  | 2 | 12 | 17 | 34 | -17 |

|  | Campeão e classificado à Libertadores de 1963. |
|  | Rebaixado à Segunda Divisão.                   |

Promovido para a próxima temporada: Montevideo Wanderers.
| Campeonato Uruguaio de 1962  |
| ---------------------------- |
| Peñarol Campeão (27º título) |